# عثليا
عثليا (بالعبرية: עֲתַלְיָה) ومعنى إسمها يهوه مرتفع هي ملكة مملكة يهوذا من سنة 841 ق م إلى سنة 835 ق م وهي الملكة الأنثى الوحيدة التي حكمت مملكة يهوذا، ورثت عثليا الحكم عن طريق زوجها يهورام ملك يهوذا وقد كانت ابنة آخاب ملك إسرائيل وزوجته الفينيقية الأصل إيزابل.
حسب ما ذكر في الكتاب المقدس عنها أخذت عثليا كثير من صفات أمها السيئة حيث دأبت في محاربة الأتقياء ونشر الوثنية في إسرائيل، وبعدما قام ياهو ملك إسرائيل بقتل شقيقها أخزيا ملك إسرائيل، خبأت عمته يهوشبع يوآش والذي كان أنذاك طفل رضيع في يهوذا، وعندما علمت عثليا ذلك حاولت العثور عليه لقتله لأجل عدم منافستها في العرش في الهيكل، وبعدما كبر بعد 7 سنوات تم إظهاره في الهيكل ونودي هناك كملك ليهوذا، وغضبت عثليا وحاولت تدبير مؤامرة على يوآش في الهيكل للتخلص منه واتهمته بالقيام بمؤامرة ضدها، إلا أن الكاهن الكبير للهيكل طردها من الهيكل وأخذها الشعب خارج الهيكل وقتلها عند مدخل الخيول.

## اسمها
مع أن الكتاب المقدس والكتب اليهودية تتكلم بشكل سئ عن عثليا إلا أن اسمها أصبح من أكثر الأسماء الشعبية عند الإناث في إسرائيل، وقد تم استخراج عدة نسخ منها مثل أوتيلي وأوديلي وأوفيليا. عند النسويات الإسرائيليات والعلمانيين الإسرائيليين أصبح هذا الاسم يمثل النظرة المتخلفة للكتاب المقدس ضد المرأة بالنسبة لهن فأصبح من أكثر الأسماء شعبية في إسرائيل لذلك. هذا الاسم له شهرة أيضاً في الدول الغربية والمسيحية وله نسخ مثل تاليا وأوتيليا.